# Clinopodium fasciculatum
Clinopodium fasciculatum là một loài thực vật có hoa thuộc họ Lamiaceae.
Loài này chỉ có ở Ecuador.
Môi trường sống tự nhiên của chúng là vùng núi ẩm nhiệt đới hoặc cận nhiệt đới và vùng cây bụi nhiệt đới hoặc cận nhiệt đới vùng đất cao.